# Fotoforo

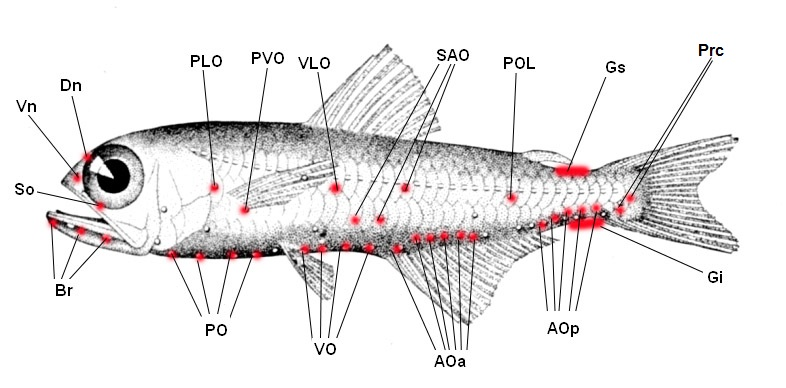
Schema e denominazioni dei fotofori in Hygophum hygomii, pesce lanterna della famiglia Myctophidae

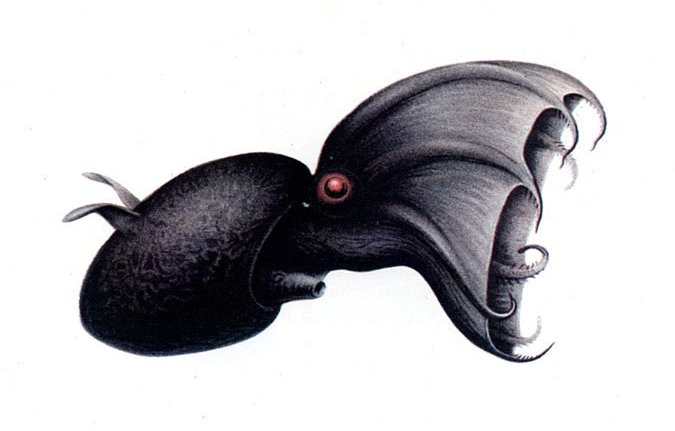
Il calamaro vampiro è coperto interamente di organi luminosi detti appunto fotofori. L'animale ha un grande controllo su tali organi, che possono disorientare gli aggressori con lampi di luce di durata variabile da una frazione di secondo a diversi minuti. Anche l'intensità e la dimensione dei fotofori può essere modulata. I fotofori si presentano come dischetti bianchi e sono più grandi e più complessi sulla punta dei tentacoli e alla base delle pinne.

Un fotoforo è un organo di un animale capace di produrre luce dando luogo alla bioluminescenza. A differenza di un occhio, tuttavia, è ottimizzato per produrre luce e non per assorbirla. Quindi non è correlato alla visione.

## Gruppi tassonomici
Molti gruppi animali marini portano fotofori, come ad esempio pesci, celenterati, anellidi, molluschi (soprattutto i cefalopodi), crostacei, eccetera. Nel caso della bioluminescenza terrestre in genere non si parla di fotofori (es: la lucciola non ha fotofori).

## Anatomia
I fotofori hanno una tale diffusione in gruppi filogeneticamente molto lontani ed hanno una tale varietà di strutture da far pensare che si siano evoluti numerose volte in modo indipendente. Il fotoforo di un pesce mictofide è composto da un nucleo di cellule fotogene (da cui viene prodotta la luce) a cui è sovrapposta una lamina di tessuto trasparente con funzione di lente, mentre al di sotto il fotoforo è "isolato" da uno schermo assorbente di colore nero. Possono essere presenti dei riflettori.

## Fisiologia
La bioluminescenza è in genere prodotta dall'incontro della luciferina con l'enzima luciferasi. Alcuni organismi effettuano questa reazione "in proprio" mentre molti altri producono luce attraverso colonie di batteri luminosi.

## Importanza in tassonomia
I pesci abissali mictofidi si possono classificare solo osservando numero, forma e disposizione dei fotofori.